# Ададуров, Алексей Петрович
Ададуров (Адодуров) Алексей Петрович (1758—1835) — тайный советник, герольдмейстер, шталмейстер, управляющий придворной конюшенной конторой Двора Его Величества, воспитатель Александра I, сенатор.

## Биография
Представитель дворянского рода Ададуровых. Родился 10 (21) марта 1758 года.
Службу начал каптенармусом артиллерии в 1773 году; 2 января 1783 года был произведён в прапорщики, 9 мая 1793 года — в чин капитана.
В 1796 году А. П. Ададуров был назначен камергером ко двору великого князя Павла Петровича. Являлся одним из воспитателей царевича Александра I.
В ноябре 1796 года произведён в полковники.
27 марта 1798 года произведён в действительные статские советники, с назначением в герольдмейстеры.
26 июля 1799 года был отставлен от службы. Вновь принят на службу 14 июля 1800 года, назначен советником Конюшенной конторы, в чине тайного советника.
22 декабря 1800 года Ададурову был пожалован орден Святого Иоанна Иерусалимского.
31 марта 1801 года, с воцарением на престол Александра І, Ададуров был назначен шталмейстером, а затем управляющим придворной конюшенной конторой.
В 1819 году, с 12 декабря, стал сенатором.
Умер 30 января (11 февраля) 1835 года. Погребён в церкви Сошествия Святого Духа  Александро-Невской лавры.

## Семья
Жена — Ададурова Анна Ивановна (09.12.1777—20.08.1854), похоронена с мужем. Дети:
- Татьяна
- Варвара (20.06.1808[3]— ?), крещена 29 июня 1809 года в церкви Таврического дворца при восприемстве Александра I и сестры Татьяны.